# Анабар (пут)
Ауто-пут «Анабар» (рус. Автодорога «Анабар») је пут, који се гради у Русији, на западу Републике Јакутије.
Анабар ће повезати Мирнински са Анабарским рејоном - два рејона, где постоје велика налазишта дијаманата.
Ауто-пут Анабар протиче кроз Мирни, Удачни, Олењок, Саскилах и ће завршити у Јурјунг-Хаји.
Већ је изграђен мост кроз реку Виљуј.